# Graphosia phaeocraspis
Graphosia phaeocraspis là một loài bướm đêm thuộc phân họ Arctiinae, họ Erebidae.